# James Hetfield
James Alan Hetfield (Downey, 3 agosto 1963) è un cantautore, chitarrista e compositore statunitense, cofondatore e frontman dei Metallica.
È stato inserito al ventiquattresimo posto nella classifica dei 100 migliori cantanti metal di tutti i tempi della rivista Hit Parader e secondo (insieme a Kirk Hammett) nella classifica dei 100 migliori chitarristi metal di Guitar World.

## Biografia

### Gli inizi
Figlio di Virgil (un camionista) e di Cynthia (una cantante lirica), dimostra fin da giovane un notevole talento musicale, iniziando a seguire lezioni di pianoforte a nove anni, passando poi alla batteria (suonata dal fratello David) e infine, all'inizio dell'adolescenza, alla chitarra. Nonostante le lezioni di pianoforte, James suona la chitarra da autodidatta e non legge né scrive spartiti.
All'età di 13 anni Hetfield rimase duramente scosso dall'improvviso divorzio dei suoi genitori, nonostante in seguito affermerà che entrambi gli volessero molto bene. Le sue prime passioni musicali sono per i KISS, i Queen e per gli Aerosmith. Iscrittosi alla East Middle School, conosce diversi ragazzi con cui condividere la passione per il rock; uno di questi è Ron McGovney. Nel 1977 si iscrive alla Downey High School di Los Angeles; McGovney, in una intervista del 1993 a Shock-Waves, affermerà: «Alle superiori avevano tutti la loro cricca... c'erano le cheerleader, i palestrati, la banda musicale... e alla fine ti ritrovavi a frequentare gli sfaccendati senza un vero gruppo sociale, e tra questi c'eravamo io e James. Lui era fissato con Steven Tyler, il leader degli Aerosmith».

I genitori di Hetfield erano adepti del Cristianesimo scientista e ciò gli causa numerosi conflitti interiori, che ispirarono alcuni brani tra cui Dyers Eve e The God That Failed. In una intervista a Playboy, il chitarrista affermò:
In conformità con le loro credenze, i genitori di Hetfield disapprovavano fortemente la medicina o qualsiasi altro trattamento medico e sono rimasti fedeli alla loro fede, anche quando sua madre Cynthia stava morendo di cancro.

### I primi gruppi
Nel 1980 Hetfield iniziò la carriera da chitarrista negli Obsession, un gruppo composto da lui alla chitarra ritmica, Ron McGovney al basso, Rich Veloz alla batteria, e Jim Arnold alla seconda chitarra. Le prove avvenivano nel garage di Veloz, eseguendo cover di Black Sabbath, Led Zeppelin, Deep Purple, Thin Lizzy e UFO. Non vi era un vero e proprio cantante, ma Hetfield era quello che sembrava più portato per questo ruolo, benché venisse alternato da Arnold e Veloz.
Questo gruppo tuttavia ebbe vita breve, poiché i rapporti tra Hetfield e Veloz non erano dei migliori. Il chitarrista, insieme a McGovney e ai fratelli Arnold (Jim e Chris), formarono dunque un nuovo gruppo, i Syrinx, che si stabilizzò come cover band dei Rush.

Dopo la morte della madre, la famiglia si trasferì a Brea, in California. Hetfield si iscrisse alla Brea Olinda High School, dove conobbe Hugh Tanner, un chitarrista. Con quest'ultimo e McGovney (al quale Hetfield si propose di dare lezioni di basso), Hetfield formò i Phantom Lord. McGovney ricorda così l'avvenimento:
Anche i Phantom Lord ebbero però vita breve: finite le superiori, Hetfield e McGovney si trasferirono in una casa abbandonata dei genitori del bassista e la organizzarono come sala prove. In questo periodo fondano i Leather Charm, gruppo nel quale Hetfield assunse il solo ruolo di cantante. Alla chitarra e alla batteria, furono chiamati alcuni amici di McGovney. Fu con questa formazione che si iniziarono a comporre i primissimi brani.
Dopo il diploma, Hetfield iniziò a lavorare in una ditta di stampa di adesivi, per poter acquistare una strumentazione decente ed iniziare la carriera musicale vera e propria. Fu uno dei primissimi ad usare la combinazione fra amplificatore Mesa Boogie e pick-up attivi EMG, connubio che diventerà poi uno dei più utilizzati in ambito heavy metal.

### Metallica

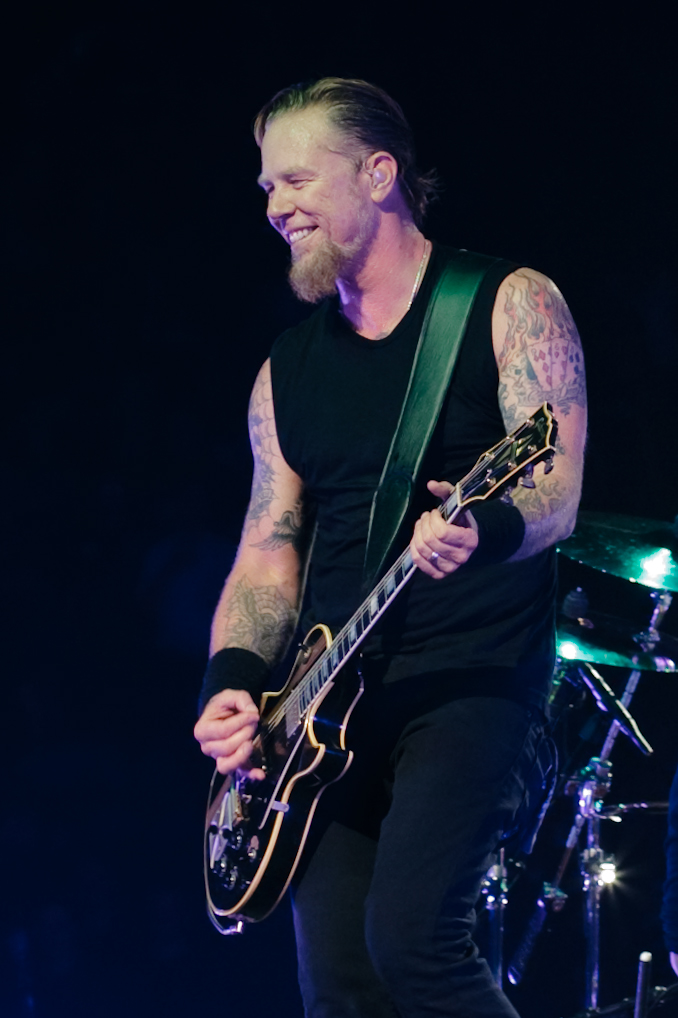
James Hetfield in concerto con i Metallica a Londra (15-09-2008)

Nel 1981 risponde all'annuncio sulla fanzine The Recycler, pubblicato dal batterista Lars Ulrich che voleva fondare un gruppo. In poche settimane i due reclutarono il bassista McGovney ed alcuni chitarristi transitori, tra cui Brad Parker e Jeff Warner. La loro prima sessione di prove fu sostenuta nel garage di Ulrich, da McGovney, da Hetfield e da Lloyd Grant. Vengono quindi fondati i Metallica. Nei primi mesi del 1982 i Metallica registrarono la loro prima canzone, Hit the Lights, che fu pubblicata nella raccolta Metal Massacre e poi inserita nella futura lista tracce del loro primo disco. Pochi mesi dopo questa pubblicazione, Ulrich ingaggiò come chitarrista definitivo dei Metallica, al posto di Lloyd Grant, Dave Mustaine, originario di Huntington Beach ed ex membro dei Panic. McGovney se ne andò poco dopo, mentre Mustaine venne cacciato dallo stesso Hetfield e da Ulrich, per il suo carattere rissoso e per il suo continuo abuso di droga ed alcol, che non gli permetteva di concentrarsi sulla musica.

Poco prima delle registrazioni di Kill 'Em All (1983), arrivarono quindi Kirk Hammett alla chitarra e Cliff Burton al basso. Con questa formazione verranno pubblicati anche Ride the Lightning (1984) e Master of Puppets (1986). Nel settembre 1986 Cliff Burton morì in seguito ad un incidente avvenuto in Svezia dopo che il tour bus su cui viaggiavano i Metallica si ribaltò più volte. Questa fu una tragedia per tutti i componenti che definirono Burton un ottimo musicista, ma soprattutto un grande amico (a prova di ciò si noti come Hetfield indossi ancora oggi, sulla mano destra, uno degli anelli a teschio che appartenevano al bassista). In seguito alla tragedia Hetfield disse in un'intervista: 
Nel 1987 i Metallica registrano un EP dal titolo Garage Days con il nuovo bassista, Jason Newsted, e subito dopo il disco ...And Justice for All, che segna un cambio di stile nel rappresentare il thrash metal. Negli anni novanta i Metallica diventano tra i gruppi di maggiore successo commerciale della scena heavy metal, grazie ad album come Metallica (1991), Load (1996) e ReLoad (1997), tutti e tre prodotti da Bob Rock. Hetfield ha occasionalmente scritto e svolto alcuni assoli di chitarra come ad esempio quelli di Nothing Else Matters, My Friend of Misery, To Live Is to Die, Orion, Suicide and Redemption e il primo assolo di Master of Puppets. Egli scrive anche la maggior parte delle armonie di chitarra, quasi tutti i testi, le melodie vocali e co-organizza le canzoni con Lars Ulrich. Nel 1992 Hetfield si esibì al Freddie Mercury Tribute Concert, prima con i Metallica (cantando Enter Sandman, Sad but True e Nothing Else Matters), e poi con i membri rimanenti dei Queen e Tony Iommi, chitarrista dei Black Sabbath (cantando Stone Cold Crazy).
Hetfield si è anche rotto un braccio più volte, mentre andava in skateboard, cosa che gli impedì di suonare la chitarra sul palco durante i concerti. Successivamente, proprio per questo motivo, la compagnia discografica Q Prime fece aggiungere una clausola nel contratto di Hetfield per impedirgli di andare in skateboard, durante i tour dei Metallica. Durante le prove, prima della registrazione del Black Album, Hetfield ha reinterpretato la canzone So What? degli Anti-Nowhere League in maniera tale da costringerlo a prendere lezioni di canto per la prima volta. Nel film documentario Metallica: Some Kind of Monster, prodotto e diretto da Joe Berlinger e Bruce Sinofsky, parla dei suoi grandi sforzi di formazione vocale. Durante la registrazione dell'album St. Anger (2002-2003), Hetfield è andato in riabilitazione a causa della sua dipendenza da alcol. Hetfield si riunì al gruppo dopo due mesi di riabilitazione e recupero. Nel documentario vengono inoltre mostrati i vari conflitti e problemi che ci sono stati tra il gruppo e il bassista Jason Newsted, quelli riguardanti l'alcolismo (problema che colpì tutti i componenti e che causò il soprannome di "Alcoholica" alla band), gli impegni familiari, ed il futuro della band.

### Gli incidenti
Hetfield è diventato famoso anche per i numerosi incidenti durante i concerti con i Metallica. Il più noto è probabilmente quello accaduto durante il concerto Guns N' Roses-Metallica nel 1992 allo Stadio Olimpico di Montréal. Durante l'esecuzione della canzone Fade to Black, Hetfield si trovava su una torre di fuochi d'artificio proprio nel momento dell'esplosione. Questo incidente gli causò ustioni di secondo e terzo grado al braccio sinistro e al volto, costringendolo a continuare il tour senza essere in grado di suonare la chitarra. Nonostante quello che successe, continuò a cantare con il supporto del chitarrista John Marshall, chitarrista ritmico del gruppo Metal Church.

### L'ostilità con Dave Mustaine

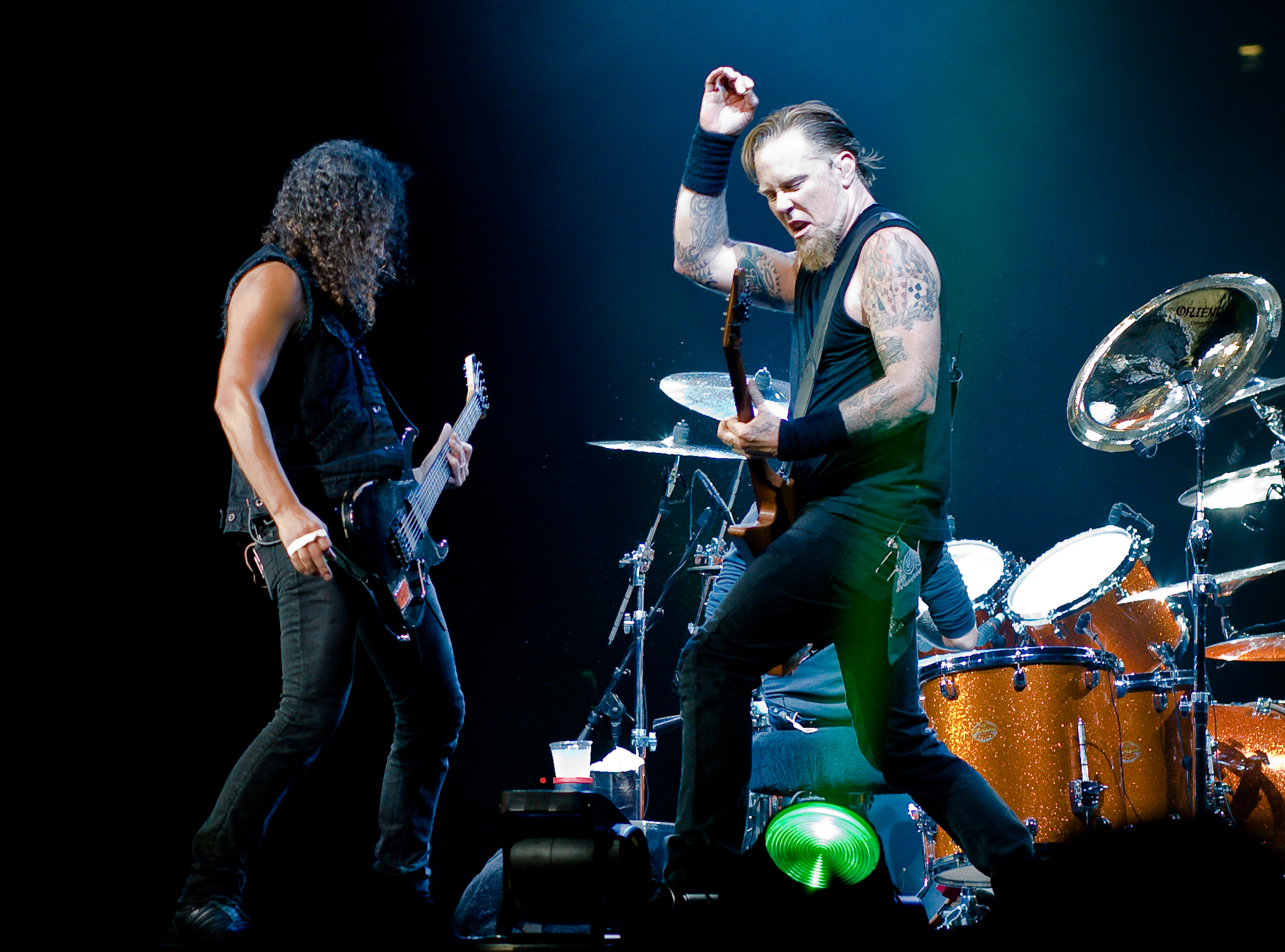
James Hetfield e Kirk Hammett in concerto a Londra nel 2008

Tra James Hetfield e Dave Mustaine scorre un duraturo diverbio. I loro rapporti non sono mai stati idilliaci e litigavano spesso anche quando entrambi militavano nei Metallica. Tra di loro ci fu una violenta lite nell'estate del 1982, ma, ciononostante, a Mustaine venne concessa una seconda possibilità e rimase nei Metallica. Nonostante il perdono, Mustaine continuava ad esibire il suo carattere violento e il suo uso di alcol e droghe.
Agli inizi del 1983, mentre i Metallica si recavano a New York per incontrare il produttore Jon Zazula, Mustaine era alla guida del furgone ma, a causa del suo stato di ebbrezza, il mezzo sbandò e finì in un fossato. Stanchi dei suoi atteggiamenti, gli altri componenti decisero di cacciarlo dal gruppo. Mustaine fece il suo ultimo show con i Metallica, suonando assieme ai Venom e i Vandenberg. Il mattino seguente, Hetfield svegliò Mustaine, dicendogli di preparare le valigie e di andarsene.
Nell'aprile del 1983, Mustaine venne ufficialmente licenziato dal gruppo e qualche mese dopo formò i Megadeth. La disputa tra Hetfield e Mustaine non si concluse con l'espulsione di quest'ultimo e, in passato, Mustaine rivendicò i diritti d'autore su alcuni brani, sostenendo di essere stato coautore di quasi tutti i pezzi di Kill 'Em All (eccetto Hit the Lights, (Anesthesia) Pulling Teeth e Motorbreath), ma il gruppo gli riconobbe solamente Jump in the Fire, Phantom Lord, Metal Militia e The Four Horsemen (quest'ultimo rilavorato sotto il titolo di Mechanix e incluso nel primo album dei Megadeth, Killing Is My Business... And Business Is Good!. Negli anni successivi il rapporto con Hetfield e Ulrich si fece meno teso e nel 2004 Mustaine partecipò anche al documentario Metallica: Some Kind of Monster, nel quale Ulrich lo intervista sulla sua espulsione dal gruppo.

### Vita personale
Al di fuori della carriera da musicista, Hetfield gode di una grande varietà di attività all'aperto: la caccia, lo skateboard, lo snowboard, lo sci nautico e la moto d'acqua, oppure lavora molto nel suo garage per personalizzare le sue auto e moto. È anche un grande fan della squadra di football degli Oakland Raiders.
Colleziona anche chitarre vintage (in particolare quelle dal 1963 in poi) e modelli classici di macchine. Tra le sue preferite ci sono una Chevy Nova del 1974, che ha anche contribuito a restaurare, e "The Beast", un all-terrain con quattro ruote motrici Blazer.
Ha anche messo la sua Chevrolet Camaro del 1967 in vendita su eBay, con i cui proventi servirono a promuovere un programma di musica per le scuole. La vettura gli venne regalata dopo essere stata utilizzata nel video musicale del singolo dei Metallica I Disappear.
A causa della sua dipendenza da alcol, Hetfield ha avuto molti problemi familiari. Dal momento della sua riabilitazione, cerca di trascorrere molto più tempo con la moglie Francesca Tomasi, sposata nel 1997, e con i tre figli: Cali Tee (1998), Castor Virgil (2000) e Marcella (2002). Durante un'intervista su NPR's Fresh Air, Hetfield ha dichiarato che Tomasi lo aveva aiutato molto a maturare e ad imparare a trattare con i suoi problemi di rabbia in modo costruttivo, spiegando anche che le sue tendenze distruttive creavano imbarazzo ad entrambi. Il 28 settembre 2019 è entrato nuovamente in un programma di riabilitazione dall'alcol, interrompendo il tour dei Metallica in corso. Nell'agosto 2022 è stato ufficializzato il divorzio da Tomasi, dopo un matrimonio durato 25 anni.

### Attività politica
James Hetfield è elencato come uno dei 20 personaggi che fanno parte del Progetto Arkansas delle "Republican Rock Stars" insieme ad altri musicisti rock come Ted Nugent e Gene Simmons.

Molti dei suoi testi, in particolare nell'album ...And Justice for All, ruotano attorno a temi politici o sociali ed affermano le sue convinzioni politiche. Il 4 agosto 2008, intervistato da MTV, afferma:
Quando gli è stato chiesto in un'intervista del 1993, tenuta da Rolling Stone, se riteneva di essere un liberale, egli rispose: "Io non so che cosa siano queste divisioni. In realtà non rientro in nessun partito politico. Io comunque sono un grande conservatore su un sacco di cose. Ad esempio questa nuova tassa non ha senso per me. Non so quale sia lo scopo. La classe media soffrirà davvero molto per questo".
Nel 2001, durante un'intervista con la rivista Playboy, il cantante ha affermato di essere anche un accanito cacciatore, e ha sostenuto di essere contro il controllo delle armi. Tuttavia, nella citata intervista di Rolling Stone, ha anche affermato che prende decisamente a cuore la posizione "pro-choice", posizione che pochi altri conservatori prenderebbero in considerazione o approverebbero.

### Eventi recenti
Nel 2004 si è esibito all'Outlaws Concert, insieme ad Hank Williams Jr., Cowboy Troy, Gretchen Wilson e Kid Rock. Per l'occasione ha eseguito un brano dell'amico Waylon Jennings, Don't You Think This Outlaw Bit's Done Got Out Of Hand (dall'album a lui dedicato, I've Always Been Crazy).
L'8 marzo 2009 i Metallica sono stati costretti a cancellare un loro show a Stoccolma a causa di un ricovero di Hetfield. Il cantante e chitarrista è stato portato in ospedale dopo aver manifestato sintomi descritti dal portavoce della band come "problemi allo stomaco e disidratazione", che poi si sono rivelati una piccola ulcera.

## Stile musicale
All'inizio della sua carriera con i Metallica, Hetfield era molto insicuro sul fatto di dover suonare la chitarra. Tuttavia dopo aver preso confidenza con lo strumento è divenuto un chitarrista di enorme tecnica e precisione, a tal punto da suonare tutte le parti ritmiche dell'intera discografia dei Metallica, eccetto gli album Load (1996) e ReLoad (1997), in cui le suonò insieme a Kirk Hammett, chitarrista solista della band.
Oltre le parti ritmiche, in alcuni brani dei Metallica, quali Master of Puppets, Nothing Else Matters, My friend of Misery o Suicide & Redemption, Hetfield si cimenta anche in alcuni assoli.
Il fattore che però caratterizza maggiormente la tecnica chitarristica del frontman dei Metallica sono i suoi riff eseguiti in gran parte attraverso la tecnica del downpicking. Tra i vari esempi vi sono brani come il finale di One, Ride the Lightning, Creeping Death, Fight Fire with Fire, No Remorse, Battery o Disposable Heroes.

## Discografia

### Con i Metallica
- 1983 – Kill 'Em All
- 1984 – Ride the Lightning
- 1986 – Master of Puppets
- 1988 – ...And Justice for All
- 1991 – Metallica
- 1996 – Load
- 1997 – ReLoad
- 2003 – St. Anger
- 2008 – Death Magnetic
- 2011 – Lulu (con Lou Reed)
- 2016 – Hardwired... to Self-Destruct
- 2023 – 72 Seasons

### Collaborazioni
- 1988 – Danzig – Danzig (cori in Twist of Cain e Possession)[30]
- 1996 – Corrosion of Conformity – Wiseblood (cori in Man or Ash).[31]
- 1997 – Jim Martin – Milk and Blood (cori)[32]
- 1999 – Primus – Antipop (chitarra in Eclectic Electric)
- 2001 – AA.VV. – South Park: Bigger, Longer e Uncut (voce in Hell Isn't Good; non accreditato)[9]
- 2002 – AA.VV. – Crank It Up (voce in Drivin' Rain con i Gov't Mule, Warren Haynes, Matt Abts e Les Claypool)
- 2016 – Heart – Beautiful Broken (voce in Beautiful Broken)[33]

## Filmografia
- Salvate Sad Hill, regia di Guillermo de Oliveira (2017)
- Ted Bundy - Fascino criminale (Extremely Wicked, Shockingly Evil and Vile), regia di Joe Berlinger (2019)

### Enciclopedie
- Ian Christe, Sound of the beast. La storia definitiva dell'heavy metal, Arcana, 2009, ISBN 88-6231-086-2.
- (EN) Bob Gulla, Guitar Gods: The 25 Players Who Made Rock History, ABC-CLIO, 2008,  p. 288, ISBN 978-0-313-35806-7.

### Testi monografici
- Mark Eglinton, James Hetfield: The Wolf at Metallica's Door, Independent Music Press, 2010,  p. 288, ISBN 978-1-906191-04-7.
- Irwin William, Metallica e la filosofia. Libertà, autenticità, etica: dal rock un invito a pensare, Apogeo, 2008, ISBN 88-503-2723-4.
- Joel McIver, Justice for all. La verità sui Metallica, Arcana, 2004, ISBN 978-88-7966-368-7.
- (EN) Steffan Chirazi, So What! The Good, The Mad and The Ugly, Broadway Books, 2004, ISBN 0-340-83581-8.
- Mark Putterford, Metallica. I cavalieri del fulmine, Arcana, 1999, ISBN 88-7966-210-4.
- (EN) James Hetfield, Arthur Rotfeld, The Art of James Hetfield, Cherry Lane Music, 1999,  p. 72, ISBN 978-1-57560-142-7.